# La Caseta d'en Cases
La Caseta d'en Cases (o Can Cases) és una masia situada en el terme municipal de Moià, a la comarca catalana del Moianès. Està situada al nord del terme de Moià, a migdia de la masia de Garfís i a prop i al sud-est de la Caseta Alta. Queda al nord-est de la Crespiera, a la part nord del Solell del Porc i a ponent del Collet de Mas Güell.